# Castello di Biblo
Il castello di Biblo, in Libano, fu costruito dai crociati nel XII secolo, utilizzando pietra calcarea locale ed i resti di edifici romani. La struttura quando fu terminata, era circondata da un fossato. Saladino conquistò la città ed il castello nel 1188 e smantellò le mura nel 1190. In seguito i crociati riconquistarono Biblo e ricostruirono le difese del castello nel 1197.